# Barkós sármány
A barkós sármány (Emberiza jankowskii) a madarak osztályának verébalakúak (Passeriformes) rendjébe és a sármányfélék (Emberizidae) családjába tartozó faj.

## Rendszerezése
A fajt Wladyslaw Taczanowski lengyel zoológus írta le 1888-ban.

## Előfordulása
Oroszország keleti, Kína keleti  és Észak-Korea északi részén honos. Természetes élőhelyei a mérsékelt övi füves puszták és cserjések. Állandó, nem vonuló faj.

## Megjelenése
Testhossza 16 centiméter.

## Életmódja
Valószínűleg gabonamagvakkal és rovarokkal táplálkozik.

## Természetvédelmi helyzete
Az elterjedési területe nagyon kicsi és az élőhelyének átalakítási miatt gyorsan csökken, egyedszáma 250-999 példány közötti és szintén csökken. A Természetvédelmi Világszövetség Vörös listáján veszélyeztetett fajként szerepel.